# Gerard Martín
Gerard Martín Langreo (Barcelona, 26 de febrero de 2002) es un futbolista español que juega de defensa en el F. C. Barcelona Atlètic de la Primera Federación.

## Trayectoria
Se formó en las categorías inferiores de la U. E. Cornellà y en la temporada 2021-22 ascendió al primer equipo. Estuvo un par de temporadas y en julio de 2023 fichó por el F. C. Barcelona Atlètic. En su primer año jugó 41 partidos y el 17 de agosto de 2024 hizo su debut con el primer equipo en el primer encuentro de Liga frente al Valencia C. F. El siguiente mes de enero, tras haber jugado dieciocho partidos en la primera parte de la campaña, renovó su contrato hasta 2028. Esa misma temporada consiguió su primer gol de azulgrana; fue el 2 de marzo en un triunfo frente a la Real Sociedad.

## Estadísticas

### Clubes
Actualizado al último partido disputado el 25 de mayo de 2025.
| Club                             | Div.          | Temporada     | Liga  | Liga  | Liga   | Copas nacionales | Copas nacionales | Copas nacionales | Copas internacionales | Copas internacionales | Copas internacionales | Total | Total | Total  |
| Club                             | Div.          | Temporada     | Part. | Goles | Asist. | Part.            | Goles            | Asist.           | Part.                 | Goles                 | Asist.                | Part. | Goles | Asist. |
| -------------------------------- | ------------- | ------------- | ----- | ----- | ------ | ---------------- | ---------------- | ---------------- | --------------------- | --------------------- | --------------------- | ----- | ----- | ------ |
| U. E. Cornellà · España          | 2.ª B         | 2020-21       | 5     | 0     | 0      | 1                | 0                | 0                | ―                     | ―                     | ―                     | 6     | 0     | 0      |
| U. E. Cornellà · España          | 1.ª F         | 2021-22       | 16    | 0     | 0      | 1                | 0                | 0                | ―                     | ―                     | ―                     | 17    | 0     | 0      |
| U. E. Cornellà · España          | 1.ª F         | 2022-23       | 36    | 0     | 1      | 0                | 0                | 0                | ―                     | ―                     | ―                     | 36    | 0     | 1      |
| U. E. Cornellà · España          | Total club    | Total club    | 57    | 0     | 1      | 2                | 0                | 0                | 0                     | 0                     | 0                     | 59    | 0     | 1      |
| F. C. Barcelona Atlètic · España | 1.ª F         | 2023-24       | 41    | 0     | 2      | ―                | ―                | ―                | ―                     | ―                     | ―                     | 41    | 0     | 2      |
| F. C. Barcelona Atlètic · España | Total club    | Total club    | 41    | 0     | 2      | 0                | 0                | 0                | 0                     | 0                     | 0                     | 41    | 0     | 2      |
| F. C. Barcelona · España         | 1.ª           | 2024-25       | 28    | 1     | 3      | 6                | 0                | 0                | 8                     | 0                     | 3                     | 42    | 1     | 6      |
| F. C. Barcelona · España         | Total club    | Total club    | 28    | 1     | 3      | 6                | 0                | 0                | 8                     | 0                     | 3                     | 42    | 1     | 6      |
| Total carrera                    | Total carrera | Total carrera | 126   | 1     | 6      | 8                | 0                | 0                | 8                     | 0                     | 3                     | 142   | 1     | 9      |
| 1. 2.                            |               |               |       |       |        |                  |                  |                  |                       |                       |                       |       |       |        |

## Palmarés

### Títulos nacionales
| Título                     | Club            | País   | Año  |
| -------------------------- | --------------- | ------ | ---- |
| Supercopa de España        | F. C. Barcelona | España | 2025 |
| Copa del Rey               | F. C. Barcelona | España | 2025 |
| Primera División de España | F. C. Barcelona | España | 2025 |